# AACTA Awards 2021
Die 11. Verleihung der australischen AACTA Awards (englisch 11th AACTA Awards), die jährlich von der Australian Academy of Cinema and Television Arts (AACTA) vergeben werden, fand zweigeteilt am 6. und 8. Dezember 2021 im Opernhaus von Sydney statt. Die AACTA Awards sind die Fortsetzung der AFI Awards, die von 1958 bis 2010 durch das Australian Film Institute (AFI) vergeben wurden. Sie ehrten die besten australischen Filme und Sendungen des Jahres 2021 und sind so das Gegenstück zu den im Januar 2022 stattgefundenen elften AACTA International Awards für internationale Filme und Serien. Die Verleihung wurde bei Network 10 gezeigt.

## Gewinner und Nominierte
| Film                                         | N  | A |
| -------------------------------------------- | -- | - |
| Nitram                                       | 15 | 8 |
| The Dry – Lügen der Vergangenheit            | 12 | 2 |
| High Ground – Der Kopfgeldjäger              | 12 | 2 |
| Beflügelt – Ein Vogel namens Penguin Bloom   | 08 | 0 |
| Mortal Kombat                                | 07 | 2 |
| Peter Hase 2 – Ein Hase macht sich vom Acker | 06 | 1 |
| Besser wird’s nicht                          | 05 | 0 |
| The Furnace                                  | 05 | 0 |
| Noch einmal, June                            | 04 | 1 |
| Ellie & Abbie                                | 02 | 1 |

### Bester Film
Nitram – Produktion: Nick Batzias, Shaun Grant, Justin Kurzel und Virginia Whitwell
The Dry – Lügen der Vergangenheit (The Dry) – Produktion: Eric Bana, Robert Connolly, Steve Hutensky, Jodi Matterson und Bruna Papandrea
The Furnace – Produktion: Tenille Kennedy und Timothy White
High Ground – Der Kopfgeldjäger (High Ground) – Produktion: Stephen Johnson, David Jowsey, Witiyana Marika, Maggie Miles und Greer Simpkin
Beflügelt – Ein Vogel namens Penguin Bloom (Penguin Bloom) – Produktion: Emma Cooper, Steve Hutensky, Jodi Matterson, Bruna Papandrea und Naomi Watts
Besser wird’s nicht (Rams) – Produktion: Janelle Landers und Aidan O’Bryan

### Beste Regie
Justin Kurzel – Nitram
Robert Connolly – The Dry – Lügen der Vergangenheit (The Dry)
Glendyn Ivin – Beflügelt – Ein Vogel namens Penguin Bloom (Penguin Bloom)
Stephen Johnson – High Ground – Der Kopfgeldjäger (High Ground)
Roderick MacKay – The Furnace

### Bestes Originaldrehbuch
Shaun Grant – Nitram
Chris Anastassiades – High Ground – Der Kopfgeldjäger (High Ground)
Roderick MacKay – The Furnace
JJ Winlove – Noch einmal, June (June Again)
Monica Zanetti – Ellie & Abbie (Ellie & Abbie (& Ellie’s Dead Aunt))

### Bestes adaptiertes Drehbuch
Robert Connolly und Harry Cripps – The Dry – Lügen der Vergangenheit (The Dry)
Patrick Burleigh und Will Gluck – Peter Hase 2 – Ein Hase macht sich vom Acker (Peter Rabbit 2: The Runaway)
Harry Cripps und Shaun Grant – Beflügelt – Ein Vogel namens Penguin Bloom (Penguin Bloom)
Jules Duncan – Besser wird’s nicht (Rams)

### Bester Hauptdarsteller
Caleb Landry Jones – Nitram
Simon Baker – High Ground – Der Kopfgeldjäger (High Ground)
Eric Bana – The Dry – Lügen der Vergangenheit (The Dry)
Ahmed Malek – The Furnace
Jacob Junior Nayinggul – High Ground – Der Kopfgeldjäger (High Ground)

### Beste Hauptdarstellerin
Judy Davis – Nitram
Rose Byrne – Peter Hase 2 – Ein Hase macht sich vom Acker (Peter Rabbit 2: The Runaway)
Noni Hazlehurst – Noch einmal, June (June Again)
Genevieve O’Reilly – The Dry – Lügen der Vergangenheit (The Dry)
Naomi Watts – Beflügelt – Ein Vogel namens Penguin Bloom (Penguin Bloom)

### Bester Nebendarsteller
Anthony LaPaglia – Nitram
Michael Caton – Besser wird’s nicht (Rams)
Baykali Ganambarr – The Furnace
Sean Mununggurr – High Ground – Der Kopfgeldjäger (High Ground)
Jack Thompson – High Ground – Der Kopfgeldjäger (High Ground)

### Beste Nebendarstellerin
Essie Davis – Nitram
Claudia Karvan – Noch einmal, June (June Again)
Esmerelda Marimowa – High Ground – Der Kopfgeldjäger (High Ground)
Miranda Tapsell – The Dry – Lügen der Vergangenheit (The Dry)
Jacki Weaver – Beflügelt – Ein Vogel namens Penguin Bloom (Penguin Bloom)

### Beste Filmmusik
Christopher Gordon – Noch einmal, June (June Again)
Jed Kurzel – Nitram
Antony Partos – Besser wird’s nicht (Rams)
Peter Raeburn – The Dry – Lügen der Vergangenheit (The Dry)
Marcelo Zarvos – Beflügelt – Ein Vogel namens Penguin Bloom (Penguin Bloom)

### Beste Kamera
Stefan Duscio – The Dry – Lügen der Vergangenheit (The Dry)
Sam Chiplin – Beflügelt – Ein Vogel namens Penguin Bloom (Penguin Bloom)
Andrew Commis – High Ground – Der Kopfgeldjäger (High Ground)
Germain McMicking – Mortal Kombat
Germain McMicking – Nitram

### Bester Schnitt
Nick Fenton – Nitram
Jill Bilcock, Hayley Miro Browne und Karryn de Cinque – High Ground – Der Kopfgeldjäger (High Ground)
Alexandre de Franceschi und Nick Meyers – The Dry – Lügen der Vergangenheit (The Dry)
James Vaughan – Friends and Strangers
Matt Villa – Peter Hase 2 – Ein Hase macht sich vom Acker (Peter Rabbit 2: The Runaway)

### Bestes Szenenbild
Naaman Marshall – Mortal Kombat
Alice Babidge – Nitram
Annie Beauchamp – Beflügelt – Ein Vogel namens Penguin Bloom (Penguin Bloom)
Roger Ford – Peter Hase 2 – Ein Hase macht sich vom Acker (Peter Rabbit 2: The Runaway)
Jacinta Leong – 2067 – Kampf um die Zukunft (2067)

### Beste Kostüme
Erin Roche – High Ground – Der Kopfgeldjäger (High Ground)
Alice Babidge – Nitram
Cappi Ireland – The Dry – Lügen der Vergangenheit (The Dry)
Cappi Ireland – Mortal Kombat
Tess Schofield – Besser wird’s nicht (Rams)

### Beste Frisuren und bestes Make-up
Donna Kennedy, Helen Magelaki, Mariel McClorey und Sheldon Wade – Australian Gangster
Nikki Gooley – Mortal Kombat
Ian Loughnan, Helen Magelaki und Cheryl Williams – New Gold Mountain
Fiona Rees-Jones – Nitram
Lynn Wheeler – Miss Fishers neue mysteriöse Mordfälle (Ms Fisher’s Modern Murder Mysteries)

### Bester Ton
James Ashton, Jed M. Dodge, Phil Heywood, Des Kenneally, Robert McKenzie und Adrian Medhurst – Mortal Kombat
James Ashton, Dean Ryan und Steve Single – Nitram
Ann Aucote, Chris Goodes und Glenn Newnham – The Dry – Lügen der Vergangenheit (The Dry)
Phil Heywood, Scott Mulready, Peter Purcell und Angus Robertson – Ascendant
Robert Mackenzie, Kevin O’Connell, Ben Osmo und Andy Wright – Peter Hase 2 – Ein Hase macht sich vom Acker (Peter Rabbit 2: The Runaway)

### Beste visuelle Effekte oder beste Animationen
Jason Bath, Fiona Chilton, Matt Middleton, Simon Pickard, Will Reichelt und Simon Whiteley – Peter Hase 2 – Ein Hase macht sich vom Acker (Peter Rabbit 2: The Runaway)
Jim Berney, Marla Henshaw, Jamie Macdougall, Jake Morrison, Malte Sarnes und J. D. Schwalm – Jungle Cruise
Dan Bethell, Prue Fletcher, Chris Godfrey, Dennis Jones und Peter Stubbs – Mortal Kombat
Damien Carr, Nathan Ortiz, Josh Simmonds und Christopher Townsend – Shang-Chi and the Legend of the Ten Rings
Prue Fletcher, Chris Godfrey, Avi Goodman und Nick Tripodi – Mortal Kombat

### Bestes Casting
Anousha Zarkesh – High Ground – Der Kopfgeldjäger (High Ground)
Nikki Barrett, Kate Leonard und Alison Telford – Nitram
Marianne Jade – Wakefield
Nathan Lloyd – Die Newsreader (The Newsreader)
Jane Norris – The Dry – Lügen der Vergangenheit (The Dry)

### Bester Dokumentarfilm
My Name Is Gulpilil – Regie: Molly Reynolds; Produktion: Peter Djigirr, David Gulpilil, Rolf de Heer und Molly Reynolds
Girls Can’t Surf – Regie: Christopher Nelius; Produktion: Christopher Nelius und Michaela Perske
I’m Wanita – Regie: Matthew Walker; Produktion: Tait Brady, Clare Lewis und Carolina Sorensen
Die Freundin der Haie (Playing with Sharks: The Valerie Taylor Story) – Regie: Sally Aitken; Produktion: Bettina Dalton
Strong Female Lead – Regie: Tosca Looby; Produktion: Karina Holden
When the Camera Stopped Rolling – Regie: Jane Castle; Produktion: Pat Fiske

### Bester Independentfilm
Ellie & Abbie (Ellie & Abbie (& Ellie’s Dead Aunt)) – Regie: Monica Zanetti; Produktion: Patrick James und Mahveen Shahraki
Disclosure – Regie: Michael Bentham; Produktion: Donna Lyon
Lone Wolf – Regie: Jonathan Ogilvie; Produktion: Mat Govoni, Lee Hubber, Jonathan Ogilvie und Adam White
Moon Rock For Monday – Regie: Kurt Martin; Produktion: David Bradley, Jim Robison, Agnieszka Switala und Aron Walker
Mein erster Sommer (My First Summer) – Regie: Katie Found; Produktion: Jonathan auf der Heide und Alisha Hnatjuk
Under My Skin – Regie: David O’Donnell; Produktion: Rob Gibson, David O’Donnell, Raynen O’Keefe und Alex Russell

### Beste Dramaserie
Die Newsreader (The Newsreader) – Produktion: Michael Lucas und Joanna Werner
Clickbait – Produktion: Tony Ayres, David Heyman, Tom Hoffie und Joanna Werner
Jack Irish – Produktion: Matt Cameron, Ian Collie, Rob Gibson, Andrew Knight und Jo Rooney
Mr Inbetween – Produktion: Michele Bennett, Nash Edgerton und Scott Ryan
Total Control – Produktion: Erin Bretherton, Darren Dale, Rachel Griffiths und Stuart Page
Wakefield – Produktion: Jason Burrows, Kristen Dunphy, Ally Henville, Sam Meikle, Alex Mitchell, Chloe Rickard und Shay Spencer
Wentworth – Produktion: Pino Amenta und Jo Porter

### Beste Comedyserie
Fisk – Produktion: Vincent Sheehan
Aftertaste – Produktion: Matthew Bate, Julie De Fina, Rebecca Summerton und Erik Thomson
Aunty Donna’s Big Ol’ House of Fun – Produktion: Katherine Dale und Sam Lingham
Frayed – Produktion: Sharon Horgan, Clelia Mountford, Nicole O’Donohue und Kevin Whyte
Preppers – Produktion: Sylvia Warmer und Liz Watts
Rosehaven – Produktion: Luke McGregor, Celia Pacquola, Andrew Walker und Kevin Whyte

### Bester Fernsehfilm oder beste Miniserie
Fires – Produktion: Elisa Argenzio, Tony Ayres, Belinda Chayko, Andrea Denholm und Liz Watts
The End – Produktion: Iain Canning, Rachel Gardner, Hakan Kousetta, Jamie Laurenson, Emile Sherman, Louise Smith und Samantha Strauss
New Gold Mountain – Produktion: Elisa Argenzio und Kylie du Fresne
A Sunburnt Christmas – Produktion: Deb Cox, Fiona Eagger, Drew Grove, Mike Jones und Lisa Scott
The Unusual Suspects – Produktion: Angie Fielder, Naomi Just, Vonne Patiag und Polly Staniford

### Beste Kinderserie
Bluey – Produktion: Charlie Aspinwall, Joe Brumm, Sam Moor und Daley Pearson
100% Wolf – Die Legende des Mondsteins (100% Wolf: Legend of the Moonstone) – Produktion: Michael Bourchier, Alexia Gates-Foale und Barbara Stephen
Club der magischen Dinge (The Bureau of Magical Things) – Produktion: Jonathan M. Shiff und Stuart Wood
Dive Club – Produktion: Steve Jaggi und Spencer McLaren
Hardball – Produktion: Catherine Nebauer, Bernadette O’Mahony, Jan Stradling und Joe Weatherstone
Kangaroo Beach – Produktion: Patrick Egerton und Celine Goetz

### Beste Unterhaltungssendung
Sydney Gay and Lesbian Mardi Gras 2021 – Produktion: Paul Clarke, Josh Martin und Stephanie Werrett
Australian Ninja Warrior – Produktion: Margaret Bashfield, Dave Forrester, Ashleigh Ryan und Jo Thatcher
Lego Masters Australia – Produktion: David McDonald und Di Yang
The Masked Singer Australia – Produktion: Karen Greene und Sean Kneale
Mastermind – Produktion: Lucy De Luca und Damian McDermott
The Voice – Produktion: Leigh Aramberri, Chloe Baker, Beth Hart, Jaala Webster und Majella Wiemars

### Beste Realitysendung
MasterChef Australia – Produktion: Marty Benson, Adam Fergusson und Eoin Maher
The Amazing Race Australia – Produktion: Sophia Mogford, Rikkie Proost, Cathie Scott und Evan Wilkes
Australian Survivor: Brains V Brawn – Produktion: Adam Fergusson, Amelia Fisk, Keely Sonntag und Di Yang
The Block – Produktion: David Barbour und Julian Cress
Luxe Listings Sydney – Produktion: Chris Culvenor, Paul Franklin und Rikkie Proost
The Real Housewives of Melbourne – Produktion: Natalie Brosnan, Pip Rubira und Neil Singh

### Beste Lifestylesendung
Grand Designs Australia – Produktion: Brooke Bayvel und Michael O’Neill
Adam and Poh’s Malaysia in Australia – Produktion: Mike Cardillo und Adam Liaw
The Cook Up with Adam Liaw – Produktion: Olivia Hoopmann und Bruce Walters
Gardening Australia – Produktion: Gill Lomas
The Living Room – Produktion: Ciaran Flannery, Nicole Rogers, Sarah Thornton und Kate Witchard
Love It or List It Australia – Produktion: Geoff Fitzpatrick, John Luscombe, Howard Myers und Karen Warner

### Beste Hauptdarsteller – Drama
Scott Ryan – Mr Inbetween
Rudi Dharmalingam – Wakefield
Guy Pearce – Jack Irish
Sam Reid – Die Newsreader (The Newsreader)
Richard Roxburgh – Fires

### Beste Hauptdarstellerin – Drama
Anna Torv – Die Newsreader (The Newsreader)
Deborah Mailman – Total Control
Mandy McElhinney – Wakefield
Miranda Otto – Fires
Pamela Rabe – Wentworth

### Bester Nebendarsteller – Drama
William McInnes – Die Newsreader (The Newsreader)
Harry Greenwood – Wakefield
Matthew Nable – Mr Inbetween
Steve Peacocke – Die Newsreader (The Newsreader)
Justin Rosniak – Mr Inbetween

### Beste Nebendarstellerin – Drama
Rachel Griffiths – Total Control
Michelle Lim Davidson – Die Newsreader (The Newsreader)
Marg Downey – Die Newsreader (The Newsreader)
Harriet Dyer – Wakefield
Noni Hazlehurst – The End

### Bester Darsteller – Comedy
Kitty Flanagan – Fisk
Mark Bonanno – Aunty Donna’s Big Ol’ House of Fun
Tom Gleeson – Hard Quiz
Broden Kelly – Aunty Donna’s Big Ol’ House of Fun
Sarah Kendall – Frayed
Nakkiah Lui – Preppers
Luke McGregor – Rosehaven
Celia Pacquola – Rosehaven

### Beste Regie im Fernsehen
Emma Freeman – Die Newsreader (The Newsreader, Episode 1)
Nash Edgerton – Mr Inbetween (Episode 23 Ray wer?)
Ana Kokkinos – Fires (Episode 2)
Jocelyn Moorhouse – Wakefield (Episode 8)
Kim Mordaunt – Wakefield (Episode 5)

### Bestes Drehbuch im Fernsehen
Scott Ryan – Mr Inbetween (Episode 23 Ray wer?)
Kim Ho und Michael Lucas – Die Newsreader (The Newsreader, Episode 5)
Michael Lucas – Die Newsreader (The Newsreader, Episode 1)
Sam Meikle – Wakefield (Episode 5)
Stuart Page – Total Control (Episode 7)